# Програма ООН з довкілля
Програ́ма ООН з довкі́лля (ЮНЕП) (англ. UNEP, United Nations Environment Programme) — міжурядова програма, створена з ініціативи Стокгольмської конференції ООН з довкілля (1972) і рішення Генеральної Асамблеї ООН (1973). 
Програма спрямована на вирішення найгостріших проблем сучасної екологічної кризи (опустелювання, деградації ґрунтів, погіршення якості і зменшення кількості прісних вод, забруднення Світового океану).

### Мандат
Мандат ЮНЕП визначається Резолюцією 2297 Генеральної Асамблеї ООН від 15.12.1972 р., рішеннями конференції ООН з довкілля та розвитку 1992 р., Найробською декларацією про роль і мандат ЮНЕП 1997 р., а також Мальмеською декларацією.
Згідно резолюції ГА ООН 1983 р. була створена Міжнародна комісія з довкілля та розвитку, яку очолила Г.Х.Брутланд, колишня прем’єр-міністр Норвегії.

### Органи управління
Основними органами ЮНЕП є:
- Рада керівників ЮНЕП, у якій представлені 58 країн від 5 регіонів, що обираються Генеральною Асамблеєю на чотири роки, в т. ч. Україна з 1981 р.[6]
- Комітет постійних представників

### Діяльність
Діяльність ЮНЕП охоплює широке коло питань і проблем, пов'язаних з довкіллям та сталим розвитком. В наш час робочі програми ЮНЕП зосереджені на таких основних напрямах:
- Інформація, оцінка та вивчення стану довкілля, включаючи потенціал реагування на надзвичайні ситуації, а також посилення функцій завчасного оповіщення і оцінки.
- Покращення координації діяльності конвенцій з питань охорони довкілля та розробка документів з екологічної політики.
- Прісноводні ресурси.
- Передача технологій та промисловість.

### Фінансування
Серед джерел фінансування ЮНЕП можна виділити Регулярний бюджет ООН, Фонд з довкілля, цільові фонди та паралельні внески.

### Партнерство
Під егідою ЮНЕП також перебувають секретаріати декількох природоохоронних конвенцій, зокрема секретаріат та фонд Монреальського протоколу, секретаріати Конвенції про міжнародну торгівлю видами дикої фауни і флори, що перебувають під загрозою зникнення, Конвенції про охорону біологічного різноманіття, Конвенції про збереження мігруючих видів диких тварин, Базельської конвенції про контроль за транскордонним перевезенням небезпечних відходів та їх видаленням та Стокгольмської конвенції про стійкі органічні забруднювачі.
Співробітництво з ЮНЕП відбувається також в рамках «Ініціативи з довкілля та безпеки». Ініціатива з довкілля та безпеки (ENVSEC) була створена на основі Меморандуму про взаєморозуміння між ЮНЕП, ПРООН та ОБСЄ від 14 листопада 2003 року. У 2006 році членами ENVSEC також стали ЄЕК ООН та Регіональний центр з питань довкілля для Центральної та Східної Європи (РЦПД). НАТО є асоційованим членом Ініціативи з 2004 року.

### Мета
Головною метою ініціативи є допомога країнам у визначенні та розв'язанні проблем стабільності та безпеки, які виникають у зв'язку з питаннями довкілля, а також поліпшення загального взаєморозуміння шляхом зміцнення діалогу і співробітництва з екологічних питань.
У § 26 Декларації ООН про довкілля записано, що держави відповідають за те, щоб діяльність на їх територіях не завдавала шкоди довкіллю в інших державах.